# Повна група
Повна група ― група {\displaystyle G}, така що відображення {\displaystyle G\to Aut(G)} є ізоморфізмом. Це відображення посилає елемент {\displaystyle g\in G} в автоморфізм спряження {\displaystyle s_{g}:h\to ghg^{-1}}. Ін'єктивність цього відображення рівносильна тривіальності центра, а сюр'єктивність тому, що кожен автоморфізм є внутрішнім.
Прикладами є симетричні групи {\displaystyle S_{n}} за {\displaystyle n\neq 2,6} (теорема Гельдера); при цьому група {\displaystyle S_{2}=\mathbb {Z} _{2}} має нетривіальний центр, а в групи {\displaystyle S_{6}} існує зовнішній автоморфізм.
Автоморфізми простої групи утворюють майже просту групу, а автоморфізми неабелевої простої групи — повну групу.
Не будь-яка група, ізоморфна своїй групі автоморфізмів, є повною: необхідно, щоб ізоморфізм здійснювався відображенням спряження. Прикладом групи, для якої {\displaystyle G=Aut(G)}, але яка не є повною, є група діедра {\displaystyle D_{4}}.